# Nederlands Bridge Museum
Het Nederlands Bridge Museum is een bridgemuseum in Leerdam. Volgens het museum is dit het enige totaal aan bridge gewijde museum ter wereld..
Het museum komt voort uit de privécollectie van Gerard Hilte, die ruim 40.000 objecten verzamelde die iets met bridge te maken hebben. Hij had zijn collectie ondergebracht in een schuur bij zijn huis. Hilte, oorspronkelijk dammer, begon met bridge toen hij twintig jaar was. Vijf jaar later werd hij bridgedocent aan een volksuniversiteit, en later ontwierp hij bridge-software. 
In 2012 verhuisde hij de collectie naar de huidige locatie, een voormalig schoolgebouw, waar in acht zalen allerlei attributen van bridge te zien zijn. Behalve tafels, kaarten en kleedjes zijn er medailles te zien, oude scoreboekjes, tafelnummers en troefaangevers. Enkele beroemde spelers hebben het museum hun memorabilia geschonken.